# Enzo Siciliano
Enzo Siciliano, italijanski pisatelj, * 1934, Rim, † 2006, Rim.

## Dela
- romani:

- La principessa e l'antiquario
- Carta blu
- I bei momenti
- Non entrare nel campo degli orfani

- biografija Vita di Pasolini (Pasolinijevo življenje; 1978).
- strokovna dela:

- Prima della poesia
- Autobiografia letteraria
- Letteratura italiana